# Denise Péronne
Denise Péronne, född 22 september 1920 i Porrentruy, Jura, död 1 september 1978 i samma stad, var en schweizisk skådespelerska.

## Roller i urval
- 1949 – Möte i julinatt
- 1952 – De smygande stegen
- 1952 – Förbjuden lek
- 1956 – Gervaise
- 1958 – Min onkel
- 1959 – Luffarkavaljeren
- 1962 – Friaren
- 1965 – Så länge man har hälsan
- 1973 – Fan ta' bofinken